# Mantispa bicolor
Mantispa bicolor là một loài côn trùng trong họ Mantispidae thuộc bộ Neuroptera. Loài này được Stitz miêu tả năm 1913.